# Казамичола Терме
Казамѝчола Тѐрме (на италиански: Casamicciola Terme) е пристанищно градче и община в Южна Италия, провинция Неапол, регион Кампания. Разположено е на северния бряг на остров Иския, в Тиренско море. Населението на общината е 8631 души (към 2010 г.).
Тя е една от шестте общините, от които се състои остров Иския.